# Ephedra breana
Ephedra breana es una especie de planta fanerógama de la familia de las efedráceas. Es originaria de Sudamérica. 

## Taxonomía
Ephedra breana fue descrita por Rodolfo Amando Philippi y publicado en Anales de la Universidad de Chile 91: 519. 1895.
Etimología
Ephedra: nombre genérico que proviene del griego antiguo: éphedra = "asentada sobre" // según Dioscórides, sinónimo de hippuris = equiseto // en Plinio el Viejo, una planta trepadora afila.
Sinónimos
- Ephedra haenkeana Tocl
- Ephedra wraithiana I.M.Johnst.	[3]